# 충주 용화사 석조여래입상
충주 용화사 석조여래입상(忠州 龍華寺 石造如來立像)은 충청북도 충주시 주덕읍, 용화사에 있는 고려시대의 불상이다. 2009년 12월 4일 충청북도의 유형문화재 제311호로 지정되었다.

## 개요
龍華寺는 1925년에 노천에 있던 석불을 발견하여 그 장소에 창건되었으며 대한불교 태고종 소속 사찰이다.
龍華寺 石造 如來立像은 묻혀 있던 다리 부분을 드러내고 대좌를 새로 조성하여 그 위에 봉안하고 있다. 얼굴부분은 마모가 심하나 다른 부분은 보존이 양호한 편이며 조각수법이 우수한 상이다.
하나의 돌덩어리에 주형(舟形)의 광배를 만들고 그 앞에 불상을 양각하였다.
광배의 뒷면은 특별한 장식이나 조각 없이 거칠고 둥글게 다듬어 놓기만 한 상태이다. 광배의 두광과 신광의 가장자리, 불상의 머리 부분이 약간 파손되었다.
여래상이면서 머리에는 관을 쓰고 있는 듯한 표현이 보인다. 얼굴 부분은 턱이 둥글고 원만해 보이며, 이목구비는 마모가 심하여 정확한 상태를 알 수 없으나 입가에는 부드러운 미소를 머금고 있다. 귀는 길게 어깨까지 내려왔고 목은 짧아 삼도가 없다. 어깨는 넓고 풍만하며 당당한 모습을 보이고 신체의 세부 표현도 비교적 정확하다.
오른손은 가슴 위까지 들어 손바닥을 밖으로 하였으나 손가락 모습은 명확하지 않다. 왼손은 가슴 앞에서 약함을 들고 있는 것으로 보아 약사여래로 추정된다.
법의는 편단우견으로 옷 주름선이 부드럽다. 현재 불상의 발은 시멘트로 대좌를 만들면서 매몰되어 확인할 수 없다.
광배가 남아 있고 손에는 약함을 들고 있는 약사여래상이다. 전체적으로 마모 가 심하지만 둥근 얼굴의 표현이나 풍만한 불신과 부드러운 옷 주름 표현에서 고려시대 불상의 특징을 볼 수 있다.
대좌가 결실되었고 상호에 마멸이 있으나 전체적인 조각기법과 다른 불상에 비하여 턱을 치켜들었을 것으로 짐작되는 등 당당한 신체를 표현하고 있으며 양 손의 모습이나 잘 남아 있는 옷 주름 선을 볼 때 고려시대 조성된 불상으로 추정되고 있다.

## 참고 자료
- 충주 용화사 석조여래입상 - 국가유산청 국가유산포털